# Llista de ciutats de Guinea Bissau

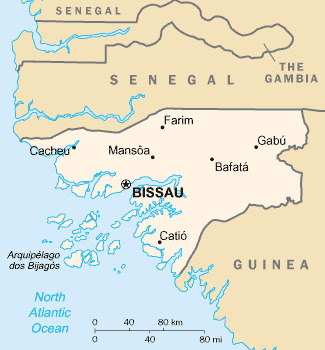
Mapa de Guinea Bissau

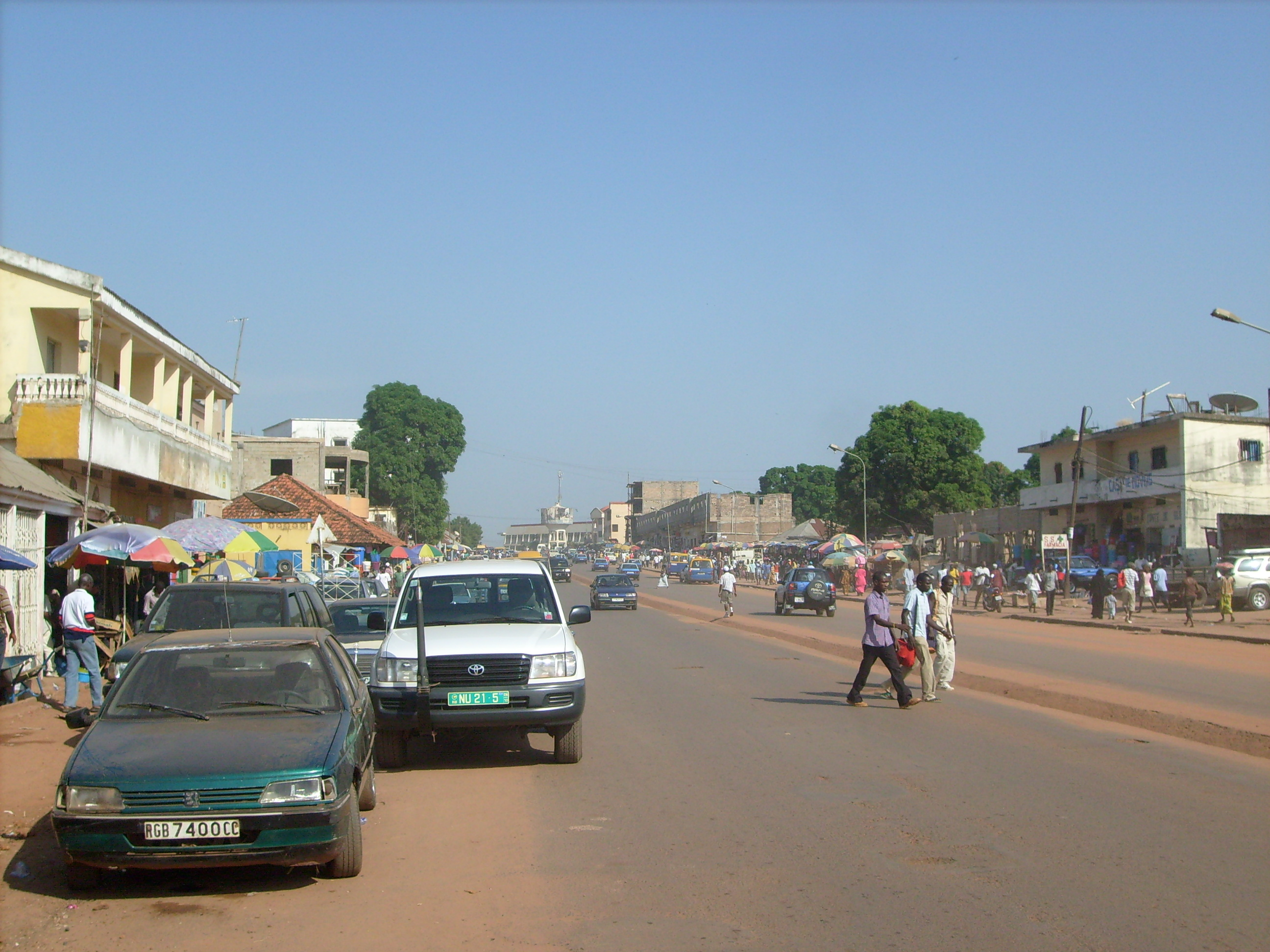
Bissau, la Capital de Guinea Bissau.

Aquesta és una llista de ciutats de Guinea Bissau ordenades per població. S'hi inclou tots els assentaments amb població superior a 5.000 habitants.

## Ciutats
| Ciutats de Guinea Bissau | Ciutats de Guinea Bissau | Ciutats de Guinea Bissau | Ciutats de Guinea Bissau | Ciutats de Guinea Bissau | Ciutats de Guinea Bissau |
| Rang                     | Ciutat                   | Població                 | Població                 | Regió                    |                          |
| Rang                     | Ciutat                   | Cens de 1979             | Estimació 2005           | Regió                    |                          |
| ------------------------ | ------------------------ | ------------------------ | ------------------------ | ------------------------ | ------------------------ |
| 1                        | Bissau                   | 109,214                  | 388,028                  | Bissau                   |                          |
| 2                        | Bafatá                   | 13,429                   | 22,521                   | Bafatá                   |                          |
| 3                        | Gabú                     | 7,803                    | 14,430                   | Gabú                     |                          |
| 4                        | Bissorã                  | N/A                      | 12,688                   | Oio                      |                          |
| 5                        | Bolama                   | 9,100                    | 10,769                   | Bolama                   |                          |
| 6                        | Cacheu                   | 7,600                    | 10,490                   | Cacheu                   |                          |
| 7                        | Bubaque                  | 8,400                    | 9,941                    | Bolama                   |                          |
| 8                        | Catió                    | 5,170                    | 9,898                    | Tombali                  |                          |
| 9                        | Mansôa                   | 5,390                    | 7,821                    | Oio                      |                          |
| 10                       | Buba                     | N/A                      | 7,779                    | Quinara                  |                          |
| 11                       | Quebo                    | N/A                      | 7,072                    | Quinara                  |                          |
| 12                       | Canghungo                | 4,965                    | 6,853                    | Cacheu                   |                          |
| 13                       | Farim                    | 4,468                    | 6,792                    | Oio                      |                          |
| 14                       | Quinhámel                | N/A                      | 3,128                    | Biombo                   |                          |
| 15                       | Fulacunda                | N/A                      | 1,327                    | Quinara                  |                          |

## Altres assentaments
- Madina do Boé
- Tombali